# 鹿毛

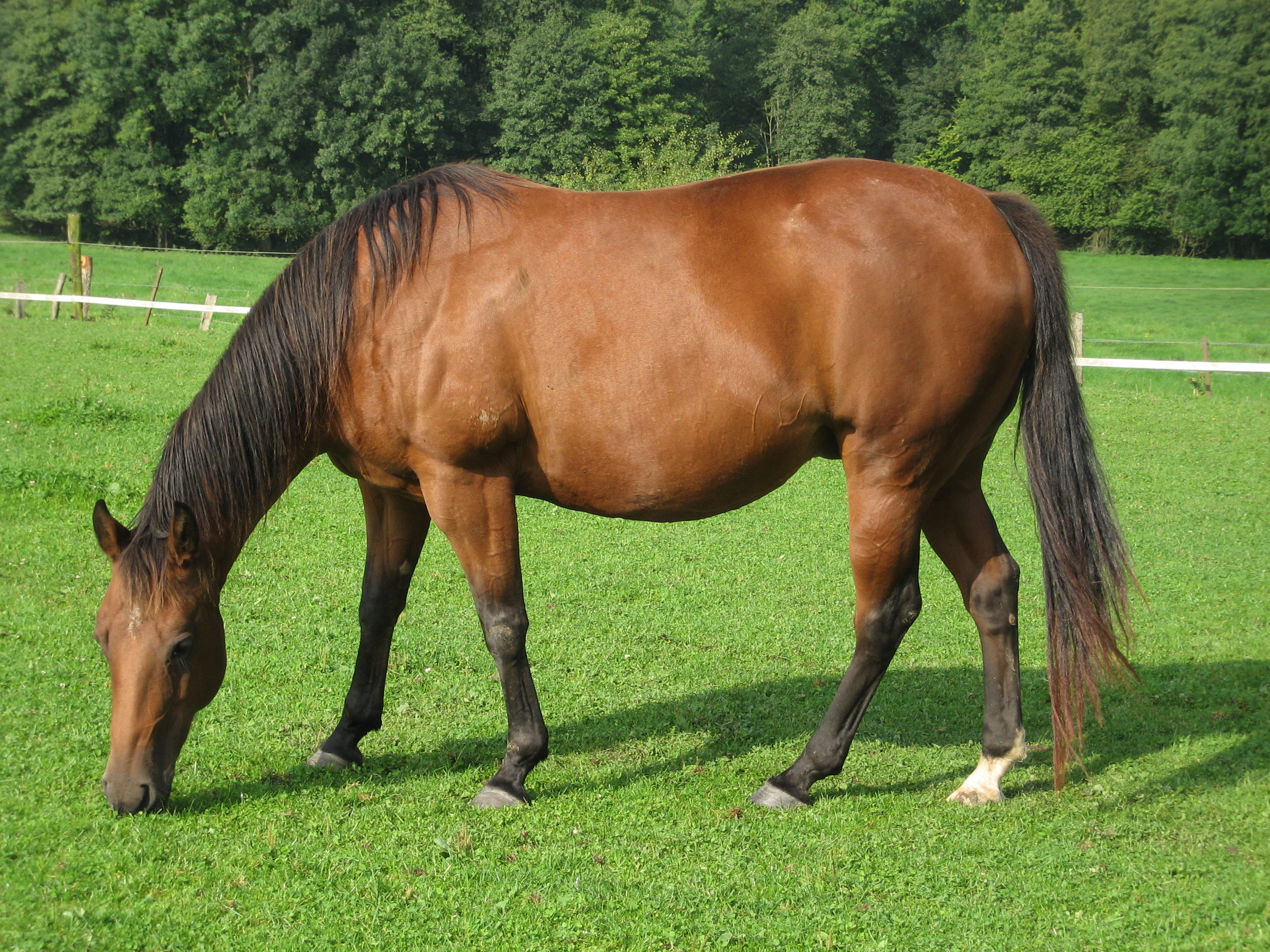
鹿毛の馬

鹿毛（かげ、英: Bay、羅: badius、中: 棗）は、馬の毛色のひとつ。一般に茶褐色の毛を持つ馬のこと、またはその状態そのものを指す。家畜馬、野生馬問わず、最も一般的に見られる毛色である。広義では黒鹿毛、青鹿毛を含むが、この記事では狭義の鹿毛のみを扱う。

## 特徴
比較的多量のエウメラニンと少量のフェオメラニンによる毛色である。体は鹿に似た茶褐色で、長毛、四肢、腹部などが黒い。四肢の黒さで栗毛系の毛色と区別することができる。黒鹿毛、青鹿毛よりは全体的に明るい。

## 原因
鹿毛は野生型のASIP（アグーチシグナルタンパク）と野生型のMC1R（1型メラノコルチン受容体）を持ち、エウメラニンとフェオメラニンの合成のバランスが取れていることにより現れる。MSH（メラニン細胞刺激ホルモン）のシグナルを受け取りエウメラニンの合成を促進するMC1Rの機能が正常なため、栗毛のようにフェオメラニン優位の黄褐色にならず、また、ASIPによるMC1Rの抑制も機能しているため、青毛のようにエウメラニンが過剰に合成された全身真っ黒にもならない。ただし、ASIPの活性は体の端部で低いため、四肢などが黒色に着色する鹿毛特有の模様が現れている。
鹿毛系の毛色として、黒鹿毛、青鹿毛、河原毛などが存在する。黒鹿毛、青鹿毛がどのような遺伝子に原因があるのか現在のところ明らかでない。河原毛は鹿毛の遺伝型に加え、クリーム様希釈遺伝子をヘテロで持つことにより発現している。